# Le Songe d'une nuit d'été

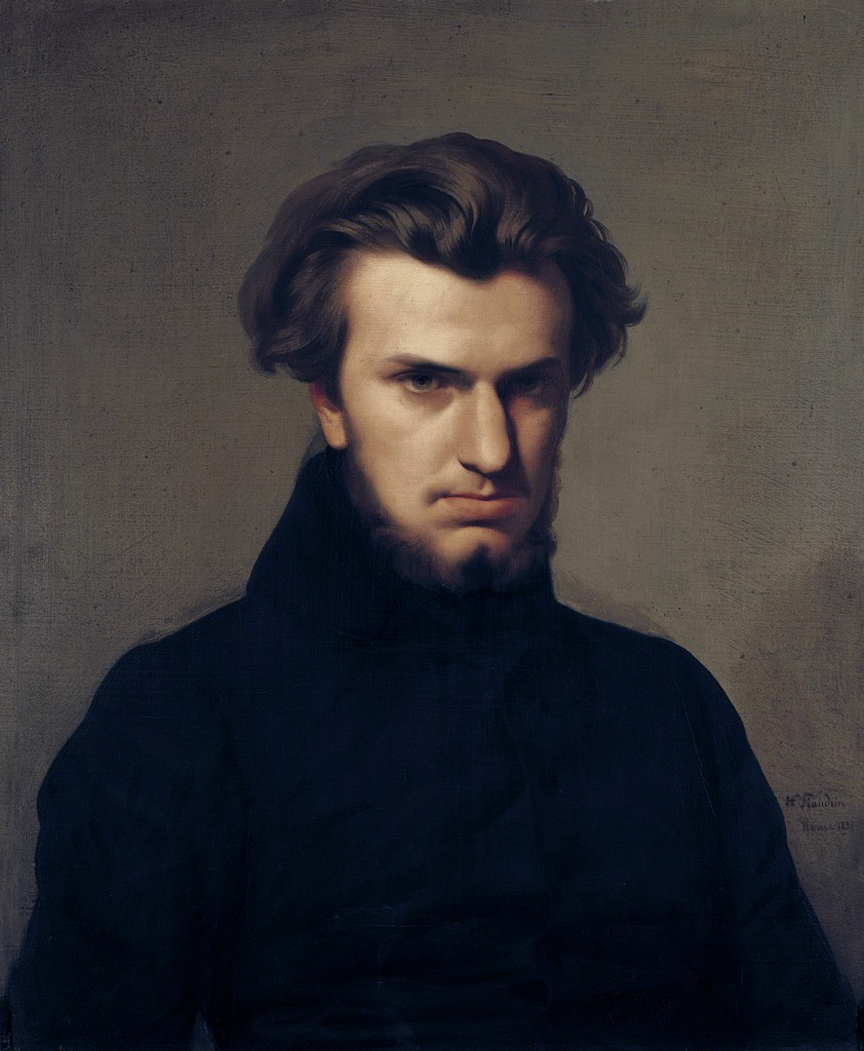
Ambroise Thomas

Le Songe d'une nuit d'été (En midsommarnattsdröm) är en fransk opéra-comique i tre akter med musik av Ambroise Thomas och libretto av Joseph-Bernard Rosier och Adolphe de Leuven. Även om operan har samma titel på franska som Shakespeares pjäs En midsommarnattsdröm, så bygger inte handlingen på pjäsen. Shakespeare själv är en karaktär i operan liksom Elizabeth I och John Falstaff.

## Historik
Mellan 1849 och 1851 komponerade Ambroise Thomas tre komiska operor för Opéra-Comique, som alla var framgångsrika: Le Caïd (1849), Le Songe d'une nuit d'été (En midsommarnattsdröm, 1850) och Raymond ou Le secret de la Reine (Raymond, 1851). Librettot till Le Songe d'une nuit d'été skrevs av Joseph-Bernard Rosier och Adolphe de Leuven.
Thomas skrev sångrollerna speciellt för de tilltänkta sångarna, särskilt till koloratursopranen Delphine Ugalde (Élisabeth) och basen Charles-Amable Battaille (Falstaff). Ugalde var sjuk vid premiären den 20 april 1850 och kunde inte tillträda sin roll förrän senare. Constance-Caroline Faure-Lefèbvre klev in för henne vid premiären. I huvudrollerna sjöng även Sophie Grimm (Olivia), Joseph-Antoine-Charles Couderc (William Shakspeare) och Jean-Jacques Boulo (Lord Latimer). Den regisserades av Toussaint-Eugène-Ernest Mocker.
Eduard Hanslick fördömde skarpt texten, eftersom den använde namnen Elizabeth I och William Shakespeare "som en galjonsfigur för en romantisk uppfinning av det mest omöjliga slag". Å andra sidan fann han operan själv "graciös med det komediliknande klimax som utmärker fransk opera och med musik full av graciösa detaljer".
Den 19 april 1886 framfördes verket igen på Opéra-Comique. För detta ändamål skapade Thomas en ny version där han ersatte de flesta dialogerna med recitativ till exempel en passage av Shakspeare i första akten med en arioso. Han lade också till en trio i tredje akten. Han anpassade den ursprungliga tenordelen för Shakspeare till sångaren Victor Maurel till dennes barytonröst.
Klaverutdraget färdigställdes av Eugène Vauthrot.

## Uppförandehistorik
Operan hade premiär 20 april 1850 på Opéra-Comique i Paris. Rollen som Elizabeth skrevs för Delphine Ugalde, som dock var för sjuk för att sjunga vid premiären men som senare övertog rollen. Synpunkter från engelska röster handlar ofta om att handlingen är tveksam vad gäller god smak. Hur som helst var operan framgångsrik i Frankrike. Den fick nypremiär på Opéra-Comique 22 september 1859 och åter under Världsutställningen 1867 med Marie Cabel, Victor Capoul, Léon Achard och Pierre Gailhard i rollerna.
En reviderad version sattes upp 17 april 1886 med Adèle Isaac som drottningen. Enligt The New York Timess recensent i Paris agerade hon "med sällsynt diskretion och värdighet, och hennes stora röstomfång matchar väl kompositörens intentioner genom hennes naturliga röst där de låga tonerna är lika fylliga och trovärdiga som de höga tonera är lätta, ljuva och flöjtlika. Hennes perfekta uttal tillåter vilda utflykter i de mest högstämda områdena av stacatto och drillar, medan de många dramatiska recitativen behandlas med samma säkra instinkt och homogena kvalitet som bredden på hennes register. Från början till slut, till och med i slutet av andra akten, är hennes fylliga, rika toner lika säkra och melodiösa sammetslena och lika flexibla som om det inte bekom henne det minsta." I rollbesättningen ingick även Victor Maurel som Shakespeare och barytonen Émile-Alexandre Taskin som "den korpulente, fyllige Falstaff, och hans röstomfång tillåter honom att ge valuta för rollen ursprungligen skriven för en bas."
Utanför Frankrike uppfördes operan i Liège 24 mars 1851, Bryssel 27 september 1851, New Orleans 1851 och Frankfurt am Main (på tyska) 22 april 1852. I New York gavs den av New Orleans company på franska 21 juni 1852 på Niblo's Garden. Den togs inte emot väl av kritikern i Spirit of the Times (26 juni 1852), som skrev: "Drottning Elizabeth, Falstaff och Shakespeare förevisas i de mest löjliga situationer och i absurda relationer till varandra. Vi kan förlåta våra galliska vänner för att de skandaliserar Drottning Bess och förlöjligar fete Jack, men att vanhelga minnet av den väne Svanen från Avon genom att blanda in hans namn i sådant nonsens är på samma gång en förolämpning mot alla de som vördar honom och ett bevis på att fransmännen är totalt okunniga om hans ärorika verk. Stackars killar!" Operan gavs på engelska första gången i New York 15 oktober 1877 i en översättning av M. A. Cooney.
Andra internationella premiären ägde rum i Wien (på tyska) 12 januari 1854, Berlin (på tyska) 2 februari 1854, Genève i mars 1854, Buenos Aires 7 oktober 1854, Barcelona 1 augusti 1868, Lissabon 10 april 1878, Mexiko 24 april 1879, Padua (på italienska) 24 februari 1897 och Glasgow (på engelska som A Poet's Dream, översatt av W. B. Kingston) 18 februari 1898.
Uppsättningar under 1900-talet har varit en nypremiär i Paris på Trianon-Lyrique 12 november 1915 och i Lille så sent som 13 februari 1936, och ytterligare en i Bryssel 27 september 1937. Operan reviderades (till invigningen av Kanaltunneln) 7 maj 1994 på Théâtre Impérial de Compiègne av Pierre Jourdan och släpptes senare på DVD.
Andra uppsättningar har varit:
- 1850: Bryssel, Théâtre de la Monnaie
- 1852: Frankfurt am Main; tysk uppsättning av Carl Gollmick
- 1852: New York, Niblo’s Garden; Gästspel av en fransk operatrupp
- 1853: Berlin, Friedrich-Wilhelmstädtisches Theater; först på franska, sesdan på tyska
- 1854: Wien
- 1854: Genève
- 1854: Buenos Aires
- 1897: Padua; italiensk uppsättning av Angelo Zanardini
- 1898: Glasgow; engelsk version av William Beatty-Kingston med titeln A Poet’s Dream
- 1900: Paris, Opéra-Populaire
- 1915: Paris, Trianon-Lyrique
- 1937: Bryssel
- 1994: Compiègne, Théâtre Impérial; invigning av Kanaltunneln; Regi: Pierre Jourdan, Dirigent: Michel Swierczewski
- 2021: Wexford Festival Opera; Inscenering: Stefania Panighini, Dirigent: Guillaume Tourniaire.[10]

## Personer
| Roller                                                                     | Röstläge | Premiärbesättning 20 april 1850 |
| -------------------------------------------------------------------------- | -------- | ------------------------------- |
| Drottning Elizabeth I                                                      | sopran   | Constance-Caroline Lefèbvre     |
| Olivia                                                                     | sopran   | Sophie Grimm                    |
| Shakespeare                                                                | tenor    | Joseph-Antoine-Charles Couderc  |
| Falstaff                                                                   | bas      | Charles-Amable Battaille        |
| Lord Latimer                                                               | tenor    | Jean-Jacques Boulo              |
| Aktörer och aktrise, hovfolk, skogshuggare, tjänare, kockar och kökspojkar |          |                                 |

## Handling

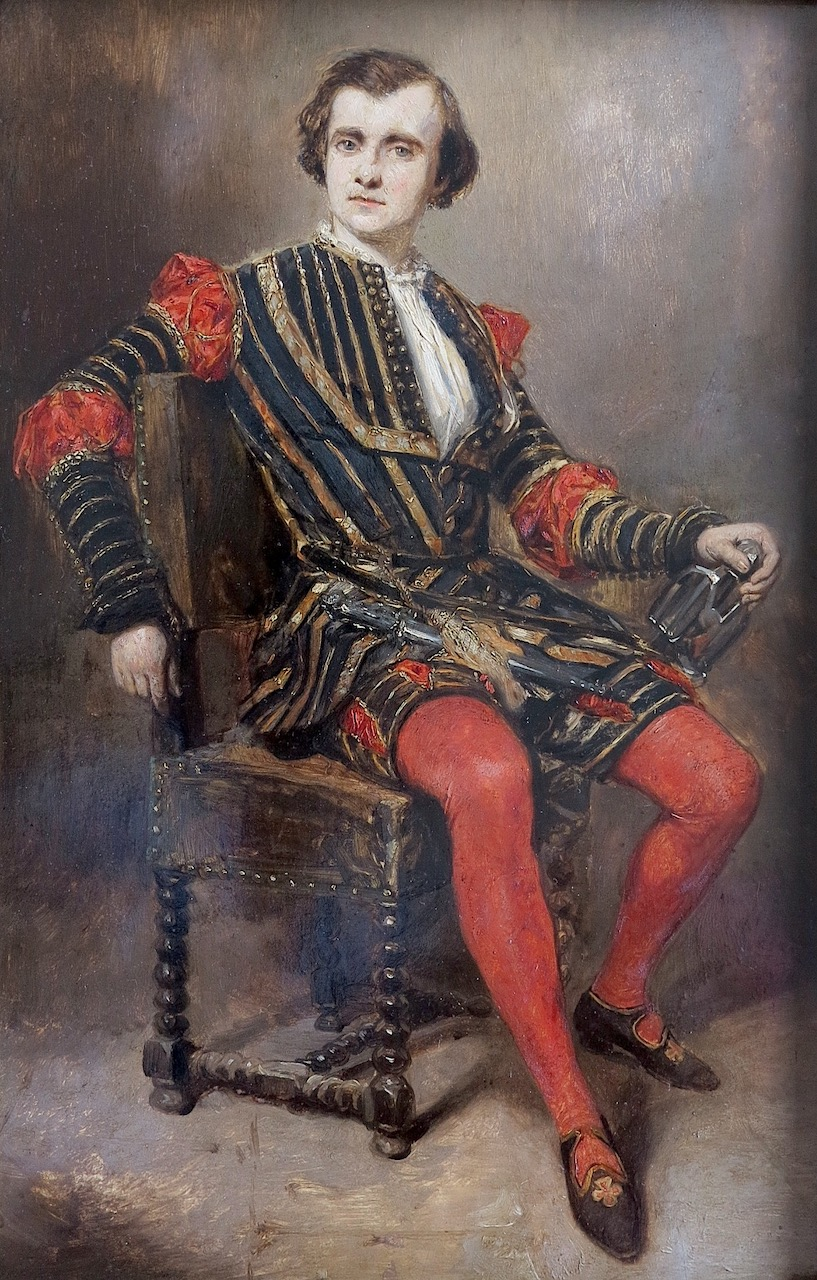
Eustache Lorsay, Jean-Jacques Boulo som Lord Latimer, 1850 (Paris, Bibliothèque-Musée de l'Opéra National de Paris)

Plats: 1500-talets England

### Akt 1
Tavernan Siren i Richmond, London
På något oförklarligt sätt har drottning Elizabeth och hennes hovdam Olivia kommit bort från den kungliga uppvaktningen i Old Deer Park. Efter att ha blivit uppvaktade av sjömän tar de sin tillflykt till tavernan där de finner William Shakespeare, omgiven av sina kamrater, i färd med att dricka. Den maskerade drottningen försöker förgäves få poeten att göra bättre saker. Han hånar hennes uppläxning och fortsätter att dricka. Till slut ramlar han under bordet, redlöst berusad. Elizabeth beordrar Sir John Falstaff, guvernör av Richmond Palace, att transportera Shakespeare till parken som omger palatset.

### Akt 2
Parken i Richmond Palace
Det är natt; vattnet glittrar, månskenet silar genom trädens löv, allt i kombination för att förvirra sinnet på Shakespeare vid uppvaknandet. Han hör harmoniska ljud; ser en vit skepnad och hör en röst. Det är hans musa, som förebrår honom för hans sätt och hans negligerande av henne. Poeten blir berörd av uppenbarelsen och förnimmer att hans goda fe är ingen annan än en charmerande kvinna. Han närmar sig henne och det visar sig vara Olivia, som blir förskräckt av den situation som hennes drottning har försatt henne i genom att spela ande. Hon låtsas vara drottningen själv.
Latimer är en av Olivias beundrare och har åsett Shakespeares närmanden. Trots poetens protester utmanar han honom på duell. Efter några utfall fallet Latimer till marken. Olivia blir upprörd och tillsammans med drottningen avslöjar de sig själva. Shakespeare som tror att han har dödat lord Latimer flyr och kastar sig i floden. Han fiskas upp och förs till sitt rum.

### Akt 3
Whitehall Palace
Drottningen beordrar Sir John och de andra aktörerna i den nattliga komedin att glömma allt vad de sett varpå hon skickar efter Shakespeare. Omedelbart inbillar sig poeten att drottningen är förälskad i honom. Han anländer med stolthet och upptäcker att han tas emot med hån. Endast Elizabeth behandlar honom med mildhet och säger till poeten: "Men för dig skall nattens händelser vara som en dröm för världen," med betydelsen att vad som hänt under natten kan återfinnas i Shakespeares utsökta fantasi A Midsummer Night's Dream.